# Firenze FBC
Firenze FBC – włoski klub piłkarski, mający swoją siedzibę w mieście Florencja, w środku kraju.

## Historia
Chronologia nazw:
- 1908: Firenze Foot-Ball Club
- 1928: klub rozwiązano - został wchłonięty przez CS Firenze

Klub piłkarski Firenze Foot-Ball Club został założony we Florencji w 1908 roku. W 1909 startował w Terza Categoria, zdobywając mistrzostwo w grupie Toscana. W sezonie 1909/10 i 1910/11 również był pierwszym w grupie. W sezonie 1911/1912 debiutował w Seconda Categoria, zajmując pierwsze miejsce w grupie Toscana i zdobywając promocję do Prima Categoria. W sezonie 1912/13 zajął 3.miejsce w Prima Categoria toscana. W kolejnym sezonie 1913/14 w Prima Categoria klub uplasował się na drugiej lokacie w grupie Toscana. Po zakończeniu sezonu 1914/15, w którym został sklasyfikowany na czwartej pozycji w grupie toscana, został wchłonięty 30 czerwca 1915 roku przez klub CS Firenze.

## Sukcesy

### Trofea międzynarodowe
Nie uczestniczył w rozgrywkach europejskich (stan na 31-05-2017).

### Trofea krajowe
| \| \| Zdobyte trofea w rozgrywkach Włoch (stan na: 31-05-2017) \| |                                                          |      |                         |
| Rozgrywki                                                         | Osiągnięcie                                              | Razy | Sezon(y)                |
| · Mistrzostwo                                                     | I miejsce                                                | 0    |                         |
| · Mistrzostwo                                                     | II miejsce                                               | 0    |                         |
| · Mistrzostwo                                                     | III miejsce                                              | 0    |                         |
| · Mistrzostwo                                                     | 2.miejsce                                                | 1    | 1913/14 (grupa toscana) |
| · Puchar                                                          | zdobywca                                                 | 0    |                         |
| · Puchar                                                          | finalista                                                | 0    |                         |
| II liga                                                           | I miejsce                                                | 1    | 1911/12 (grupa toscana) |
| II liga                                                           | II miejsce                                               | 0    |                         |
| II liga                                                           | III miejsce                                              | 0    |                         |
| Włochy                                                            | Zdobyte trofea w rozgrywkach Włoch (stan na: 31-05-2017) |      |                         |

- Terza Categoria:
  - mistrz (1x): 1909 (grupa toscana), 1909/10 (grupa toscana), 1910/11 (grupa toscana)

## Stadion
Klub rozgrywa swoje mecze domowe na boisku Quercione (obecny park Cascine) we Florencji.